# Campionati mondiali di lotta 1905
I campionati mondiali di lotta 1905 sono  la seconda edizione della rassegna iridata. Si sono svolti a Berlino nell'Impero tedesco, dall'8 al 10 maggio 1905.

## Medagliere
| Pos.   | Paese     | Oro | Argento | Bronzo | Totale |
| ------ | --------- | --- | ------- | ------ | ------ |
| 1      | Germania  | 2   | 3       | 3      | 8      |
| 2      | Danimarca | 1   | 0       | 0      | 1      |
| Totale | Totale    | 3   | 3       | 3      | 9      |

## Podi
| Evento                         | Oro                  | Argento       | Bronzo         |
| Pesi leggeri -68 kg (dettagli) | Theodor Schibilski   | Max Beeskow   | Eugen Kissling |
| Pesi medi -80 kg (dettagli)    | Albert Hein          | Gustav Hede   | Matthias Hartl |
| Pesi massimi +80 kg (dettagli) | Søren Marinus Jensen | Georg Altmann | Paul Moldt     |